# محوطه علیرضاوندی ۳
محوطه علیرضاوندی ۳ مربوط به دوره اشکانیان است و در شهرستان گیلانغرب، بخش مرکزی، دهستان حومه، ۶۵۰ متری غرب روستای علیرضاوندی واقع شده و این اثر در تاریخ ۲۶ اسفند ۱۳۸۷ با شمارهٔ ثبت ۲۵۶۴۲ به‌عنوان یکی از آثار ملی ایران به ثبت رسیده است.